# Jean-Pierre Dubois (wielrenner)
Jean-Pierre Dubois (Gosselies, 1 juli 1969) is een Belgisch voormalig professioneel wielrenner. Hij reed voor onder meer Lotto. Dubois was in 1988 Belgisch kampioen koppelkoers bij de amateurs, samen met Gino Primo.

## Belangrijkste overwinningen
1988
- Belgisch kampioen koppelkoers, Amateurs (met Gino Primo)

1992
- 1e etappe Ronde van Namen
- 4e etappe, deel A Ronde van Namen

1993
- 5e etappe Ster van Bessèges

## Grote rondes
Geen